# THE BEST OF DOPING PANDA
『THE BEST OF DOPING PANDA 』（ザ・ベスト・オブ・ドーピング・パンダ）は、2011年1月19日に発売された、日本のロックバンド、DOPING PANDAのベストアルバム。

## 解説
- 初のベストアルバム。ディスク2枚組、全28曲収録。
- Furukawaによればベストを出した理由は二つあり、一つはこの後にリリースされたオリジナル・アルバム『YELLOW FUNK』の宣伝であり、もう一つは『今後もうベストを出す機会はないだろうなっていうこと』『ひとつのけじめ』[1][2]。

## 収録曲

### Disc1
1. beautiful survivor (4:34)
作詞・作曲：Yutaka Furukawa
4thシングル。表記は無いがアルバム・バージョン。
2. I'll be there (3:49)
アルバム『High Brid』収録曲。
3. Crazy (3:32)
作詞・作曲：Yutaka Furukawa
3rdシングル。表記は無いがアルバム・バージョン。
4. nothin (4:28)
アルバム『Dopamaniacs』収録曲。
5. majestic trancer feat.VERBAL(m-flo) (3:47)
作詞・作曲：Yutaka Furukawa, Tim Jensen, VERBAL(m-flo)
5thシングル。
6. We won't stop (4:37)
アルバム『Dopamaniacs』収録曲。
7. crazy one more time (4:26)
アルバム『decadence』収録曲。
8. Lost & Found feat. Toru Hidaka (BEAT CRUSADERS) (3:38)
アルバム『decadence』収録曲。
9. Moralist (3:53)
アルバム『DANDYISM』収録曲。
10. The Fire -Alarmix- (4:28)
アルバム『DANDYISM』収録曲。
11. transient happiness (3:42)
アルバム『PINK PaNK』収録曲。
12. Hi-Fi (4:35)
アルバム『High Fidelity』収録曲。
13. MIRACLE (4:01)
作詞・作曲：Yutaka Furukawa
1stシングル。
14. beat addiction (4:47)
6thシングル。表記は無いがアルバム・バージョン。

### Disc2
1. Go the Distance [Hercules] (4:46)
「ヘラクレス」のカバー。アルバム『DIVE INTO DISNEY』収録曲。
2. The way to you (3:00)
アルバム『PINK PaNK』収録曲。
3. Mayonnaise on my toast (2:08)
アルバム『Performation』収録曲。
4. GAME (2:59)
インディーズ時代のシングル『Dream is not over』収録曲。
5. Start me up (2:54)
アルバム『WE IN MUSIC』収録曲。
6. Under the Sea [The Little Mermaid] (3:10)
「UNDER THE SEA」（「リトル・マーメイド」）のカバー。アルバム『MOSH PIT ON DISNEY』収録曲。
7. ターボ意味無し (3:54)
作詞・作曲：奥田民生
『ユニコーン・トリビュート』収録曲。ユニコーンのカバー曲。
8. she loves the CREAM (5:35)
m-floとのコラボ曲。オムニバスシングル『Amazing Nuts!』収録曲。
9. Lovers Soca (3:06)
アルバム『WE IN MUSIC』収録曲。
10. Everything under the sun (2:57)
アルバム『Performation』収録曲。
11. Fine by me (2:12)
アルバム『Performation』収録曲。
12. Candy House (2:32)
アルバム『PINK PaNK』収録曲。
13. Stairs (4:15)
アルバム『WE IN MUSIC』収録曲。
14. after dawn (4:13)
新曲。